# Natta (Benin)
Natta è un arrondissement del Benin situato nella città di Boukoumbé (dipartimento di Atakora) con 9 075 abitanti (dato 2006).